# Jules Decamp
Jules-Philippe-Octave Decamp, francoski general, * 1886, † 1965.